# Over het IJ Festival
Het Over het IJ Festival is een zomers theaterfestival dat elk jaar wordt gehouden op het NDSM terrein in Amsterdam-Noord. Het evenement duurt tien dagen en er zijn circa 25 voorstellingen te zien. Het festival kenmerkt zich met name door locatietheater en het zichzelf presenteren van jonge, nieuwe theatermakers.

## Geschiedenis
Het festival vindt sinds 1993 plaats op de voormalige NDSM-werf en in de wijken van Amsterdam-Noord. Het festival begon met een programmering van grootschalige spektakelvoorstellingen op locatie. De afgelopen jaren is het festival ontwikkeld tot een zomerfestival met een landelijke uitstraling. Het programma is steeds veelomvattender geworden en uitgebreid met kleinschaliger locatie projecten. Daarvoor worden er meerjarige verbintenissen aangegaan met jonge makers. Ook is het festival verbreed met een familie- en een muziekprogrammering.
In 1997 is de organisatie van Over het IJ Festival overgegaan van Stichting Y-Podia naar Stichting IJ Producties, die vervolgens Cultuurfabriek aanstelde als producent van het festival. Vanaf 2004 is Lode van Piggelen aangesteld als artistiek directeur. Zakelijk Directeur is Esther Lagendijk.
Over het IJ Festival ontvangt een structurele subsidie van de Gemeente Amsterdam en een jaarlijkse bijdrage van Stadsdeel Amsterdam-Noord.

## Bezoekers
Het Over het IJ Festival ontvangt jaarlijks zo'n 30.000 bezoekers. Hiervan is ongeveer 65% vrouw en 35% man. De grootste groep bezoekers is tussen de 20 en de 40 jaar oud.
Bezoekersaantallen
- 2007: 23.000
- 2008: 30.000
- 2009: 32.000
- 2010: 33.000
- 2011: 31.000
- 2012: 30.000
- 2013: 33.000

Kaartverkoop
- 2012: 22.000
- 2013: 23.000[1]